# Salomon II
Salomon II, död 1779, var kejsare av Etiopien mellan 1777 och 1779.